# Brave Search
Brave Search je webový vyhledávač vyvíjený americkou společností Brave Software, Inc. Je přednastaveným vyhledávačem jejího webového prohlížeče Brave. Podobně jako prohlížeč klade velký důraz na soukromí uživatelů, tedy jde proti trendů využívání nástrojů webové analytiky.
Společnost Brave vyhledávač nevyvíjí od nuly, ale jeho vývoj začala 3. března 2021 nakoupením technologií od společnosti Cliqz. Bývalý vlastník, německé vydavatelství Hubert Burda Media, při koupi získalo akcie firmy Brave.